# Kotuńka

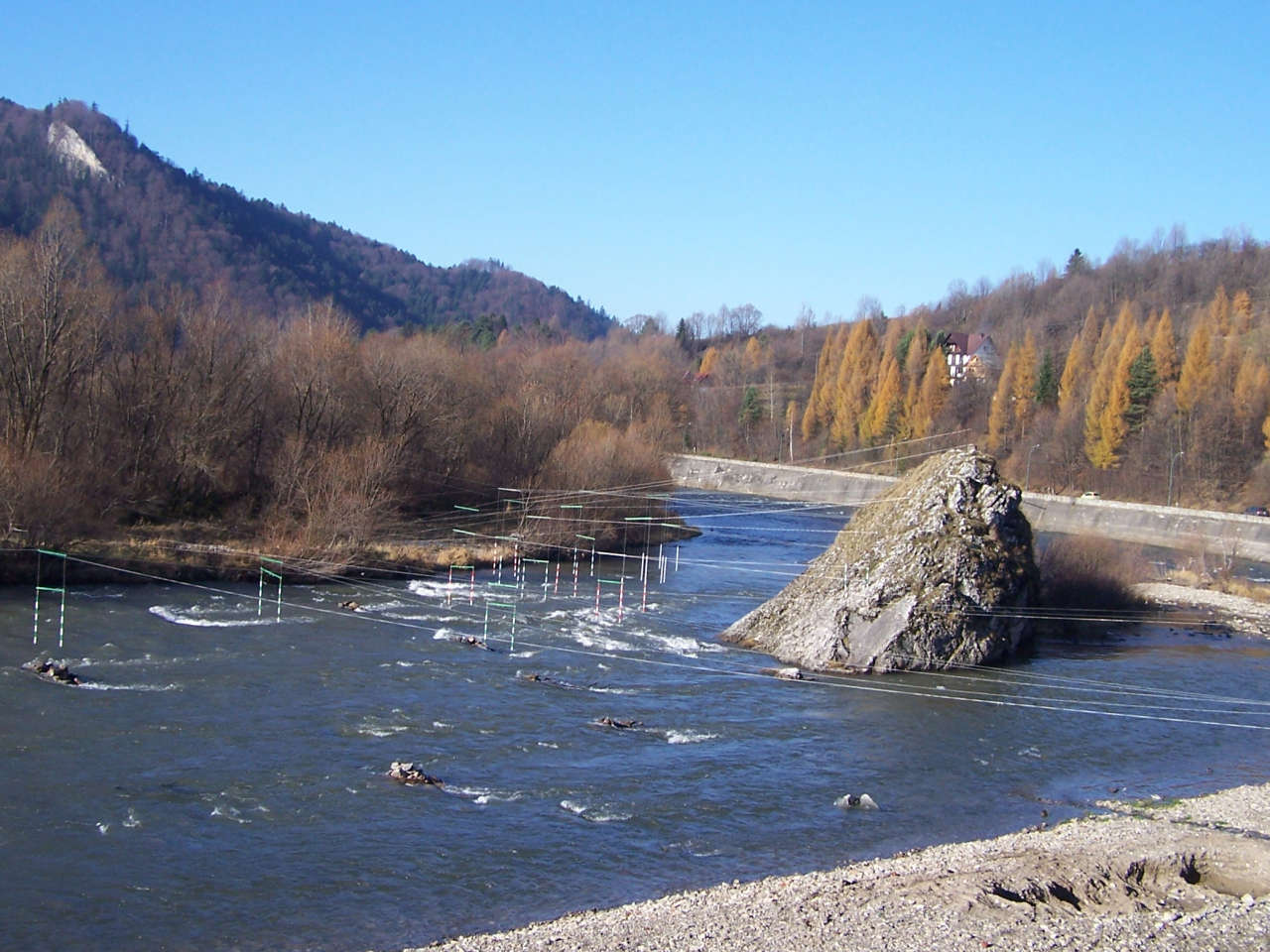

Đá Kotuńka là một tảng đá nổi bật được tìm thấy ở trung tâm của dòng sông Dunajec ngay trước khi vào Szczawnica. Được hình thành nên từ đá vôi, đá được nhìn thấy rõ từ con đường và là một điểm nhấn đặc trưng trong khu vực. Ngay phía trên tảng đá, Grajcarek chảy vào Dunajec. Từ trên tảng đá là một cây cầu, sau đó bắt đầu con đường Pieniny Trail, hướng đến cửa khẩu biên giới.
Xung quanh đá Kotuńka, dòng sông Dunajec có dòng chảy rất nhanh và tạo ra một vòng xoáy. Tính năng của dòng chảy này rất được ưa chuộng bởi những người chèo thuyền trên núi, thường được đào tạo trong khu vực, ở bên trái của đá Kotuńka là các cổng nhúng cho các hoạt động như vậy. Cũng như nhiều loại đá Pieniny, đá Kotuńka cũng có một truyền thuyết. Theo truyền thuyết, ác quỷ mang theo một tảng đá mà hắn ta cố gắng mang đến Lâu đài Pieniny trên Núi Castle ở Pieniny, trước đó ở dãy núi Tatra là nơi Kinga của Ba Lan đang ẩn náu. Tuy nhiên, trên đường đi, một con gà trống đã gáy vang và năng lượng của quỷ bỗng dưng biến mất. Hòn đá rơi xuống từ bàn tay của quỷ và rơi xuống sông mà không khiến ai bị thương. Đây là truyền thuyết nổi tiếng nhất về hòn đá.
Đá Kotuńka có chiều cao 9,5 mét, và đỉnh của tảng đá nằm ở độ cao 438 mét. Trong những năm 1875 đến 1912, có một tác phẩm điêu khắc của một Goral, đã chào đón du khách tới Szczawnica, vào năm 1997, một bức tượng tương tự đã được đặt trên đó. Jadwiga uszczewska vào năm 1869 đã viết " chúng tôi gọi nó là đá Kotuńka, vì nó bò lên khỏi mặt nước, giống như một con mèo ranh mãnh đang ẩn nấp ".